# Parafia Najświętszego Serca Jezusa w Śremie

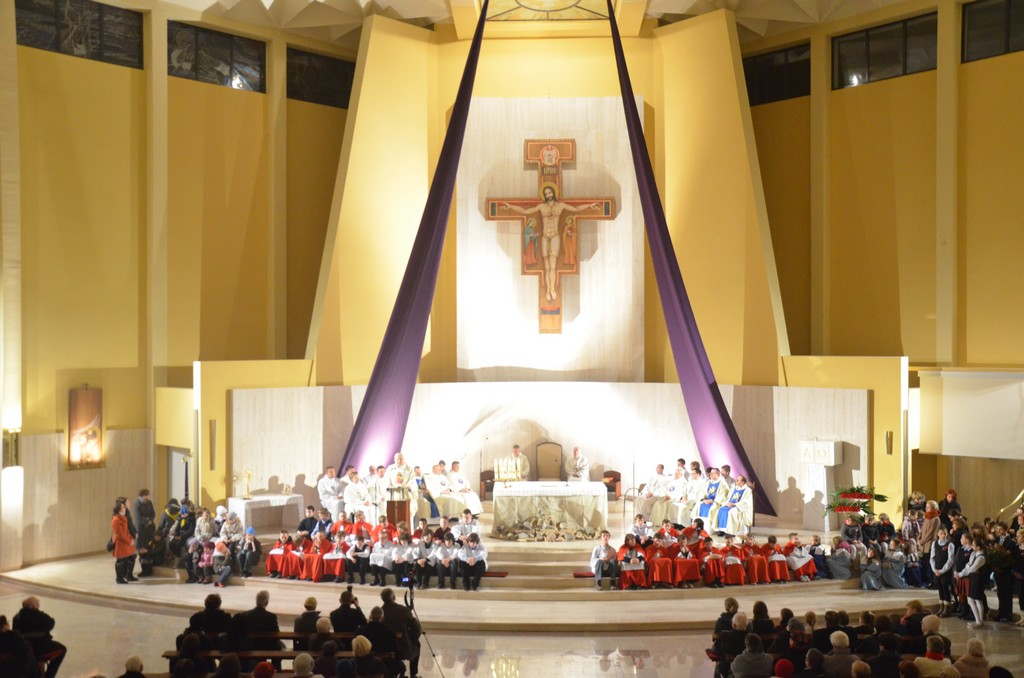
Ołtarz główny

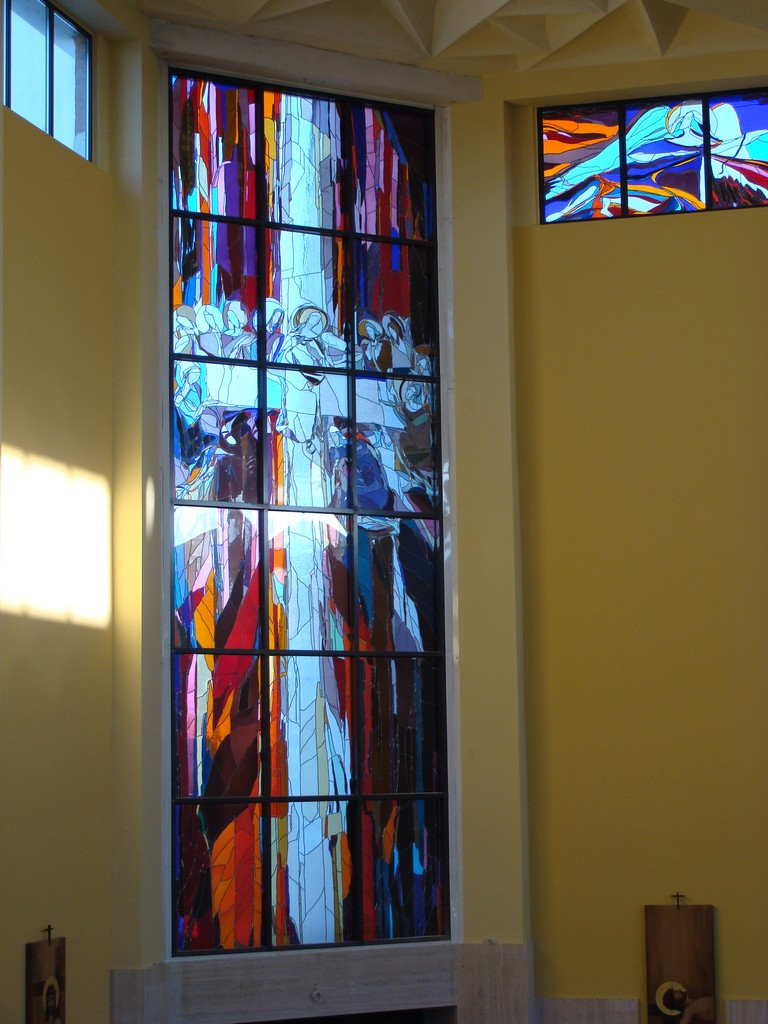
Witraż

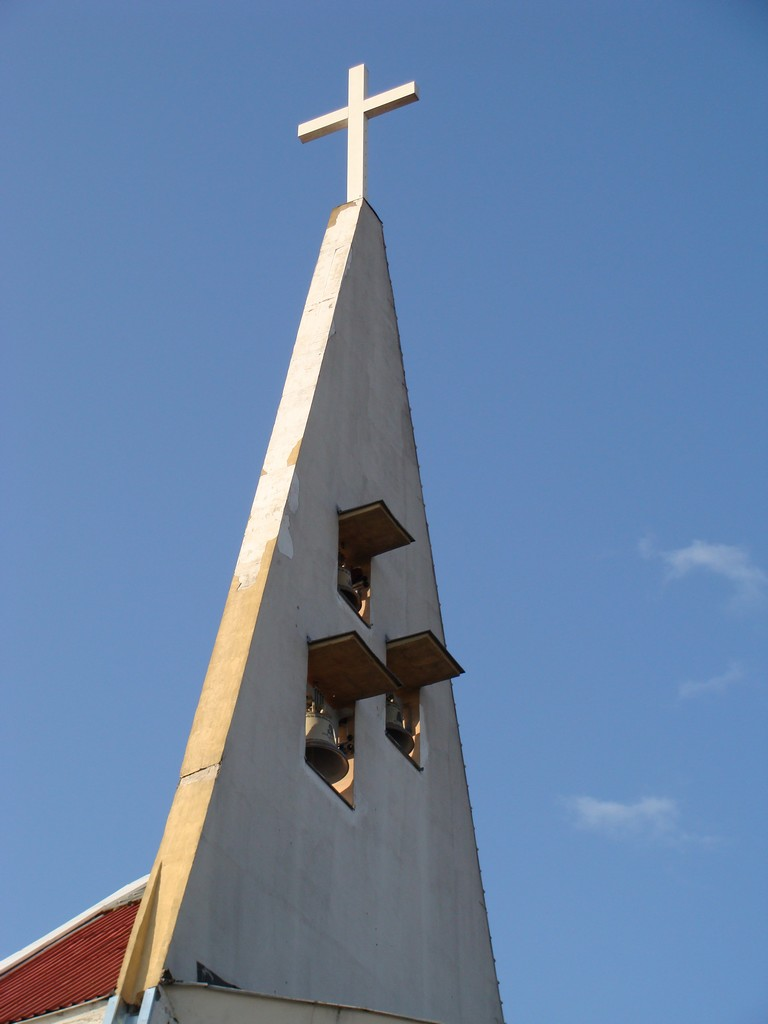
Dzwonnica

Parafia Najświętszego Serca Jezusa w Śremie – największa parafia w dekanacie śremskim obejmująca mieszkańców os. Jeziorany i os. Helenki Wysokie w Śremie.
Parafia została erygowana w styczniu 1977 roku. Konsekracja kościoła parafialnego nastąpiła 20 kwietnia 1993 roku.
Proboszczem jest ks. Ryszard Adamczak.

## Historia

### 1977–1999
Historia parafii nierozerwalnie związana jest z Odlewnią Żeliwa w Śremie, przy powstaniu której, w latach 1964–1968, opracowano plan budowy osiedla na ok. 15 tysięcy mieszkańców (os. Jeziorany). W 1959 roku ksiądz arcybiskup Antoni Baraniak powierzył ks. Bogdanowi Elegańczykowi zadanie budowy kościoła. W roku 1976 dekretem księdza arcybiskupa został utworzony ośrodek duszpasterski z kaplicą. W lutym 1977 r. została utworzona Parafia Najświętszego Serca Jezusa. Równocześnie rozpoczęły się prace budowlane kościoła projektu Aleksandra Holasa. Kościół jest dwukondygnacyjny, część dolną, obniżoną w stosunku do terenu, zajmuje tzw. dolny kościół, z mieszczącą się w nim Kaplicą Wieczystej Adoracji, zakrystia oraz centrum parafialne. Ołtarz główny został wykonany przez Ireneusza Daczkę z Leszna. 12 czerwca 1979 zostało dokonane przez ks. Arcybiskupa Jerzego Strobę poświęcenie dolnego kościoła, a także wmurowanie kamienia węgielnego, poświęconego przez Jana Pawła II. 24 grudnia 1982 r. została odprawiona w tym kościele pierwsza Msza Święta. W 1983 r. powstawały pierwsze ruchy katolickie. 20 kwietnia 1993 r. ks. Arcybiskup Jerzy Stroba dokonał konsekracji świątyni. 1 lutego 1999 r. zmarł ks. kanonik Bogdan Elegańczyk, pierwszy proboszcz Parafii Najświętszego Serca Jezusa w Śremie. W tym samym miesiącu urząd proboszcza parafii objął ks. kanonik Ryszard Adamczak.

### 1999–obecnie
Pierwszymi wikariuszami współpracującymi z księdzem proboszczem Ryszardem byli: ks. Grzegorz Szafraniak (od 2021 r. proboszcz parafii pw. św. Jerzego w Poznaniu), ks. Jędrzej Piasek oraz ks. Paweł Smuszkiewicz. W 1999 r. powstało Centrum Parafialne im. bł. Edmunda Bojanowskiego po byłych salkach katechetycznych. Pierwsze salki pełniły funkcję kawiarenki oraz świetlicy socjoterapeutycznej, obecnie w centrum spotyka się tygodniowo ok. tysiąca osób, odbywają się w nim, przeróżne spotkania grup, próby, kursy itp. Również w 1999 r. pod schodami do głównego wejścia przystosowano pomieszczenie do funkcji sklepiku parafialnego. W tym samym roku odbyły się w parafii Misje Święte, 22 października z okazji Misji Świętych odbyła się ulicami parafii uroczysta droga krzyżowa zakończona ustawieniem nowego Krzyża Misyjnego Roku Jubileuszowego 2000. 20 października 1999 r. została dokonana uroczysta Intronizacja Obrazu Matki Bożej Nieustającej Pomocy przez ks. biskupa Grzegorza Balcerka. 24 października 1999 r. odbyło się uroczyste poświęcenie miejsca Wieczystej Adoracji w dolnym kościele. W 2000 r. kościół zgodnie z rozporządzeniem Penitencjarii Apostolskiej został wyznaczony jako kościół jubileuszowy. W lutym 2002 nad wejściem od strony os. Jeziorany został wykonany i wstawiony pierwszy witraż w kościele, projektu Grażyny Strykowskiej z Poznania, przedstawiający krzyż w połączeniu ze sceną Ostatniej Wieczerzy. Również przy ścianie południowej zostały wstawione witraże przedstawiające sceny Męki Pańskiej: Anioł wskazujący na krzyż, Pojmanie, Dźwiganie Krzyża, Śmierć na Krzyżu, Pietà i Złożenie do Grobu. W maju 2002 roku rozpoczęła się budowa kawiarenki Emaus i Auli im. Jana Pawła II. We wrześniu 2002 r. zamontowano pierwszy dzwon na kościelnej dzwonnicy – Święta Faustyna. 8 listopada 2005 r. ksiądz arcybiskup Stanisław Gądecki dokonał poświęcenia dzwonu Jan Paweł II, na którym widnieje napis: Totus Tuus – Za 27 lat posługi Piotrowej, świadectwo życia i cierpienia – wdzięczni parafianie. Poświęcona została również w tym dniu Aula im. Jana Pawła II.

W tym roku parafia obchodzi 30-lecie istnienia. Rozpoczął się gruntowny remont kościoła. Trzeci, ostatni dzwon – im. św. Rity – został zamontowany na wieży kościoła 9 sierpnia 2007. 24 grudnia 2008 roku ks. proboszcz Ryszard Adamczak został uhonorowany godnością kanonika gremialnego przez Metropolitę poznańskiego ks. bp. Stanisława Gądeckiego. W 2008 roku w parafii zostało zawartych 82 małżeństwa, 190 dzieci przyjęło chrzest, 160 dzieci przystąpiło do I Komunii Świętej, a 260 osób zostało bierzmowanych.

## Centrum Parafialne im. bł. Edmunda Bojanowskiego
W skład centrum wchodzą następujące sale:
- bł. Urszuli Ledóchowskiej
- św. Teresy Teresa od dzieciątka Jezus
- św. Pier Giorgia Frassatiego
- bł. Hiacynty i Franciszka
- św. Stanisława Kostki.

Sale umożliwiają młodzieży i dzieciom naukę języków obcych, gry na gitarze oraz tańca. Centrum służy również do spotkań różnych grup duszpasterskich działających w parafii.

## Grupy duszpasterskie działające w Parafii

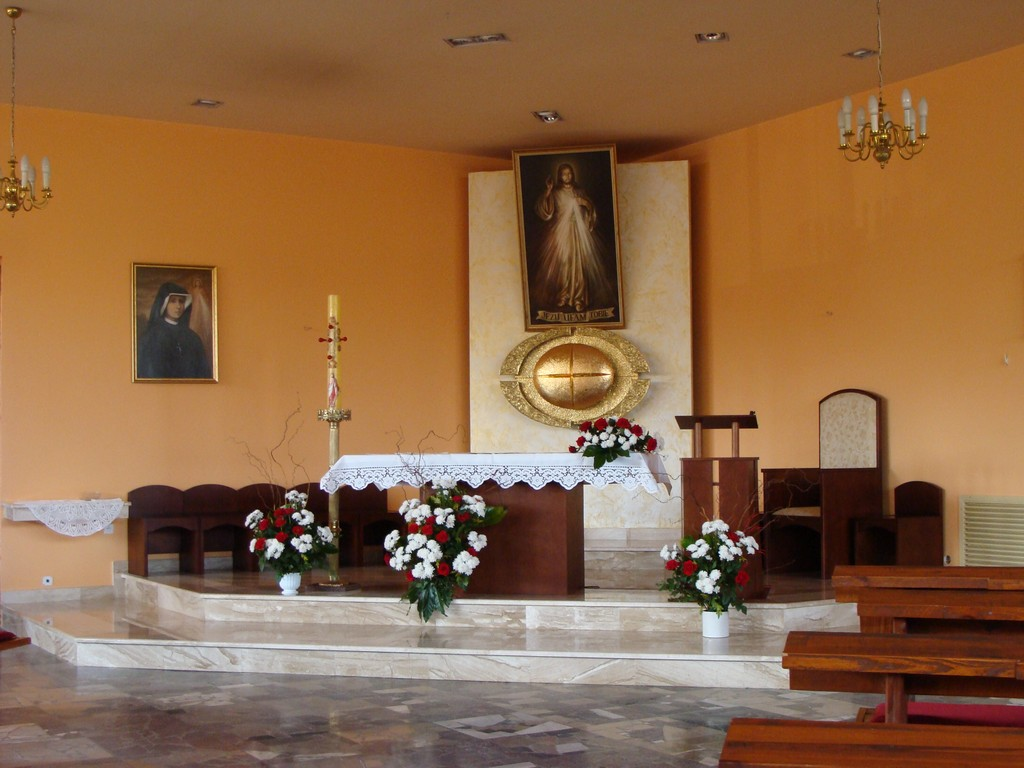
Ołtarz w kaplicy Wieczystej Adoracji

### Eucharystyczny Ruch Młodych
Istnieje od 1999 roku, zrzesza dziewczynki ze szkół podstawowych. Dzieci uczestniczą w Liturgii Słowa na Mszy Świętej dla dzieci (niedziele, 11:30); cotygodniowych spotkaniach formacyjnych w centrum parafialnym; pielgrzymkach; przedstawieniach teatralnych (np. jasełka).

### Ministranci
W parafii grupa ministrantów liczy około 40 członków, ich opiekunem jest ks. Łukasz Bąbelek, a prezesem Łukasz Zieliński. Obowiązkiem tej grupy jest pomoc przy Mszy Świętej, uczestniczenie w spotkaniach formacyjnych. Chłopacy co tydzień w sobotę spotykają się na zbiórkach, podczas których uczą się poprawnie wykonywać funkcje liturgiczne, a także rozwijają się w ogólnej formacji ministranckiej. Grupa uczestniczy w różnego rodzaju wydarzeniach dla służby liturgicznej - pielgrzymki diecezjalne, ogólnopolskie, wyjazdy rekreacyjne, a także turnieje sportowe w piłkę nożną. Sukcesem ministrantów z parafii jest zajęcie pierwszego miejsca z ogólnopolskiej lidze ministranckiej w piłce nożnej. Duszpasterstwo ministrantów organizuje też własne turnieje dla parafii z dekanatu śremskiego, a także dla całej archidiecezji poznańskiej. 

### Schola Dziecięca „Serdeczne Nutki”

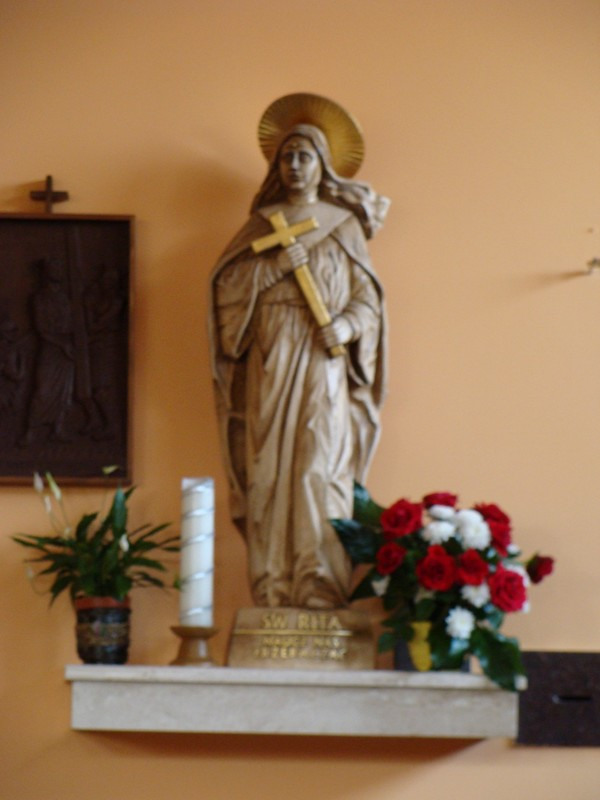
Figurka Św. Rity w kaplicy

Grupa parafialna, zrzeszająca dziewczynki w wieku 6-13 lat. Dzieci śpiewają podczas dziecięcej Mszy Świętej (niedziele, 11:30); próby odbywają się podczas spotkań formacyjnych w centrum parafialnym dwa razy w tygodniu; uczestniczą w wielu uroczystościach w parafii (m.in. festyny i dożynki parafialne).

### Katolickie Stowarzyszenie Młodzieży
Parafialny oddział KSM powstał 18 listopada 2002 roku, członkowie grupy uczestniczyli w cotygodniowych spotkaniach formacyjnych w centrum parafialnym, akcjach charytatywnych i społecznych (m.in. zbiórki darów dla dzieci z Domu Dziecka w Bninie, zabawy dla dzieci podczas ferii, z okazji Dnia Dziecka, rajd na Serdecznej Osadzie pod nazwą „Pieczona Pyra”), Światowych Dniach Młodzieży i innych spotkaniach młodzieży (np. Lednica 2000). Oddział zakończył swoją działalność.

### Schola Młodzieżowa
Grupa organizująca muzykę podczas młodzieżowej Mszy Świętej (niedziele: 20:00; piątki: 19:30), uroczystości parafialnych (Pasterka, Triduum Paschalne). W skład zespołu głównie wchodzą wokalistki oraz gitarzystki i gitarzyści.

### Wiara i Światło „Ło!Buziaki”
Parafialna grupa międzynarodowego ruchu zrzeszającego osoby niepełnosprawne (nazywane muminkami), ich rodziny i przyjaciół (tu: paszczaki); uczestnicząca w comiesięcznych spotkaniach, organizowane są również obozy dla osób upośledzonych. Grupa istnieje od 2004 roku.

### Chór Parafialny „Corda Cordi”

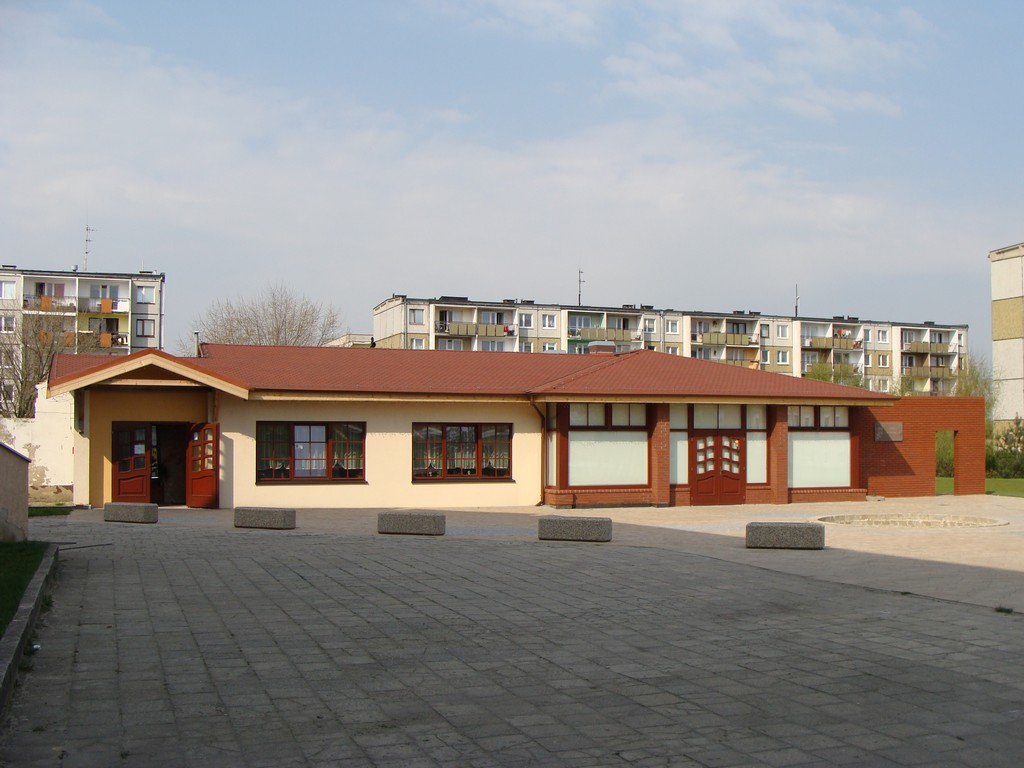
Aula im. Jana Pawła II

Chór powstał w 2002 r. Założycielami byli ks. Proboszcz Ryszard Adamczak oraz ks. Jędrzej Piasek, dyrygentką jest Agnieszka Panas. Wykonują utwory podczas uroczystości parafialnych i koncertów charytatywnych. Zrzeszony jest w Związku Chórów Kościelnych „Caecilianum”. Chór w styczniu 2007 r. zdobył pierwsze miejsce na XIII Ogólnopolskim Festiwalu Kolęd i Pastorałek w Będzinie w kategorii „Zespołów działających przy parafiach”, natomiast w październiku 2007 zajął III miejsce na VII Ogólnopolskim Konkursie Caecilianum w Warszawie. W styczniu 2008 r. chór w kategorii chórów parafialnych wyśpiewał „Złote Pasmo” w III Ogólnopolskim Konkursie Kolęd i Pastorałek w Chełmnie co oznacza zdobycie w tej kategorii pierwszego miejsca, także w październiku 2008 r. uzyskał III miejsce w III Ogólnopolskim Konkursie Chóralnym „Musica Sacra – Ars Liturgica” w Toruniu. Chór w 2012 roku wydał swoją płytę.

### Parafialny zespół „Caritas”
Zespół powstał 13 grudnia 1999 roku, celem jest pomoc finansowa i materialna osobom indywidualnym i rodzinom zamieszkałym na terenie parafii. Grupa prowadzi comiesięczne zbiórki przed kościołem, jest współorganizatorem festynów i dożynek parafialnych, a także Święta Chorych, wakacji dla dzieci oraz Żywego Betlejem.

### Parafialny oddział Akcji Katolickiej

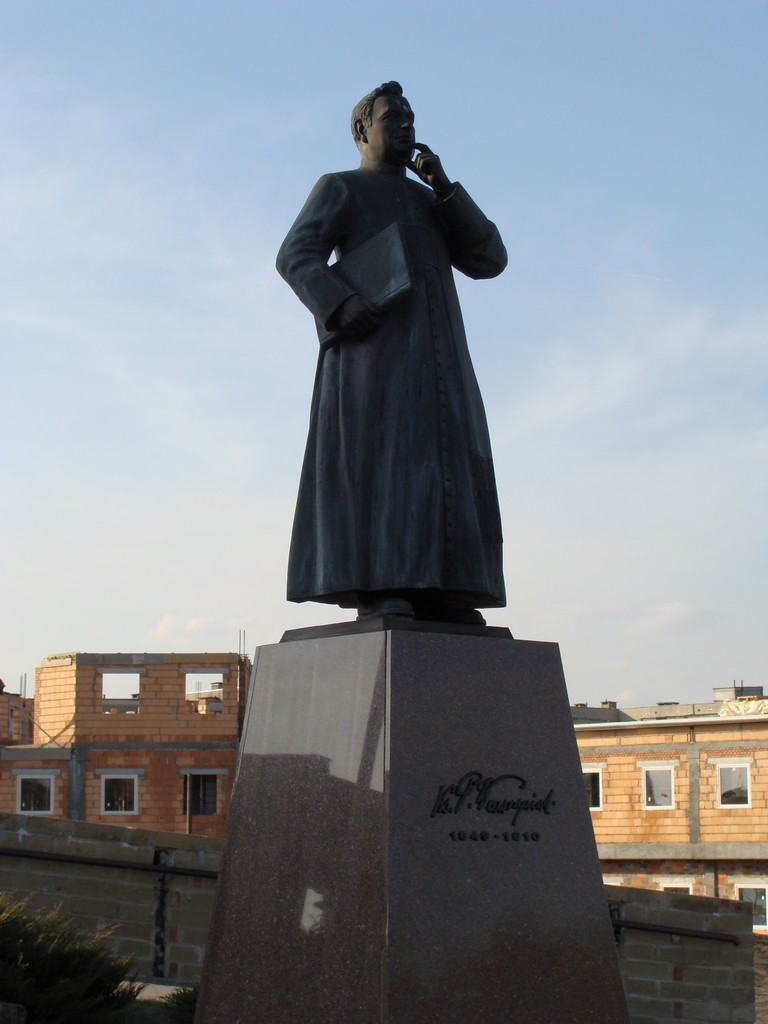
Pomnik ks. Piotra Wawrzyniaka

Celem i zadaniem grupy jest pomoc w przedsięwzięciach podejmowanych w parafii, koordynacja i reprezentowanie wszystkich grup, organizacja oprawy Liturgii Słowa podczas nabożeństw.

### Odnowa w Duchu Świętym
Grupa powstała 22 marca 1983 r., pierwszym opiekunem grupy był ks. Eugeniusz Leosz, uczestniczą w spotkaniach formalnych oraz pielgrzymkach.

### Pozostałe grupy
- Szafarze Komunii Świętej,
- Apostolstwo Dobrej Śmierci,
- Duszpasterstwo Rodzin (istnieje od 1992 r.),
- Duszpasterstwo Nauczycieli (istnieje od 2003 r.),
- Stowarzyszenie Ruch Kultury Chrześcijańskiej „Odrodzenie” (istnieje od 1987 r., opiekun: ks. Proboszcz Ryszard Adamczak),
- Rodzina Radia Maryja (istnieje od 1996 r.)[2].
- Strażnicy Eucharystii

## Spotkania parafialne
- Festyn parafialny – organizowany na przełomie maja i czerwca przez „Caritas”: występy gwiazd muzyki, występ kabaretowy księży parafii, zabawa dla dzieci, pierwszy odbył się w 1999 r., towarzyszy mu hasło: Serce – Sercu, gościł m.in. Eleni, zespół Pod Budą, Jerzego Kryszaka, Gang Marcela oraz Magdę Anioł, finałem jest występ kapłanów.
- Dożynki parafialne – na początku września, rozpoczyna się uroczystą Mszą Świętą, po czym następuje prezentowanie zbiorów przez rolników z wsi należących do parafii, a także działkowiczów, a także konkurencje rozgrywane pomiędzy kapłanami i rolnikami.
- Żywe Betlejem – żywa szopka ze zwierzętami, śpiewy chórów, pokazy multimedialne dotyczących narodzin Jezusa[2].
- Kiermasz świąteczny i festiwal pierogów – prezentacja wyrobów artystycznych i kulinarnych parafian, występy chórów i zespołów kościelnych[5].
- Orszak Trzech Króli

## Serdeczna Osada
Parafialny Ośrodek Wakacyjno-Rekolekcyjny w Mełpinie – powstał w 2002 r., odbywają się tutaj turnusy wakacyjne dla dzieci z parafii, a także rekolekcje i dni skupienia. Latem 2004 r. przybył Ksiądz Arcybiskup Stanisław Gądecki. Gośćmi na Osadzie byli m.in. Eleni, radni miejscy i powiatowi, Burmistrz Śremu oraz Starosta Powiatu śremskiego. W Boże Ciało 2005 r. księża z dekanatu śremskiego wspólnie odprawili Mszę Świętą oraz procesję z Najświętszym Sakramentem. W 2006 r. przebywało tutaj 250 dziewczynek i 155 chłopców.

## Księża pracujący w parafii

### Proboszczowie
|                             | Rok święceń kapłańskich | Okres pracy w parafii    |
| --------------------------- | ----------------------- | ------------------------ |
| ks. prob. Bogdan Elegańczyk | 1959                    | 1976–1999                |
| ks. prob. Ryszard Adamczak  | 1989                    | 20 lutego 1999 – obecnie |

## Zasięg parafii
- ulice:
  - os. Helenki Wysokie: Chopina | Konstytucji 3 Maja | Paderewskiego | Szymanowskiego

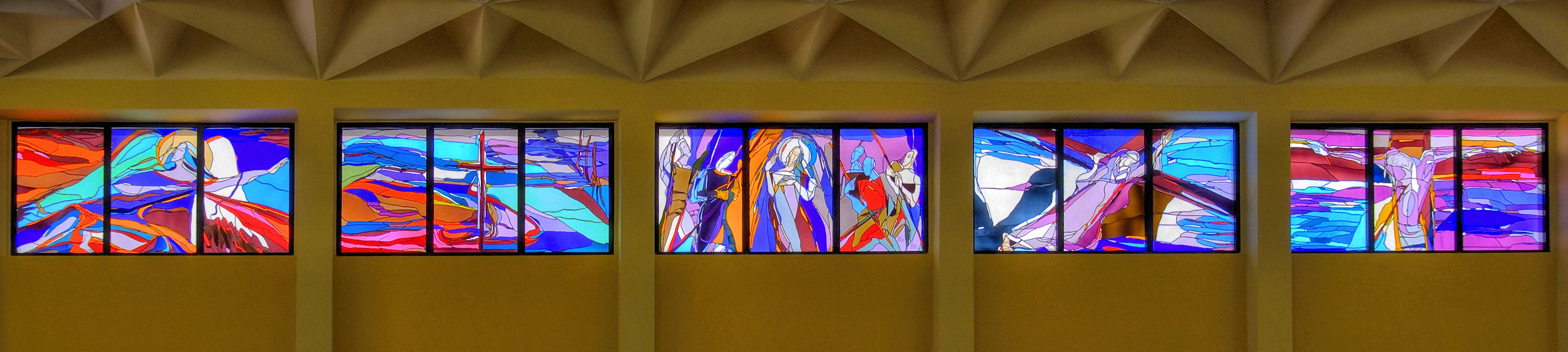
Witraże

  - os. Jeziorany: 1 Maja | Chłapowskiego | Grunwaldzka | Komorowskiego | Okulickiego | Roweckiego
- wsie: Nochowo | Nochówko | Pełczyn | Wirginowo